# Naryn
Naryn (tiếng Kyrgyz: Нарын, Narın, نارىن) là trung tâm hành chính khu vực của Vùng Naryn ở trung tâm Kyrgyzstan, vùng Con Đường Tơ Lựa. Diện tích của nó là 84 kilômét vuông (32 dặm vuông Anh), và dân số của nó là 34.822 trong năm 2009. Nó nằm trên cả hai bờ của Sông Naryn (một trong những vùng nước chính của Syr Darya), nơi cắt một hẻm núi đẹp như tranh vẽ qua thị trấn. Thành phố có hai bảo tàng khu vực và một số khách sạn, nhưng nếu không thì là khu dân cư.

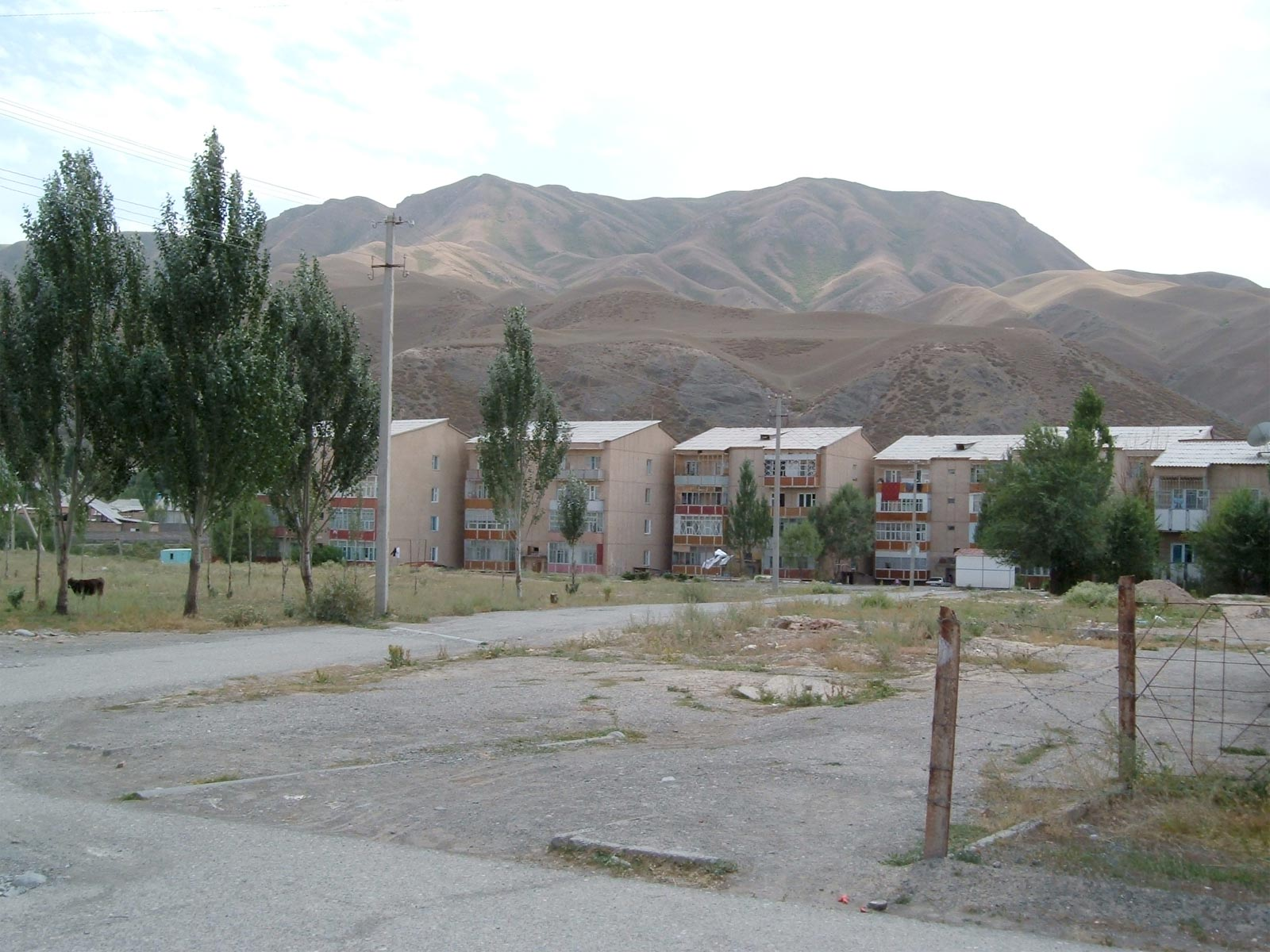
Chung cư tại Naryn
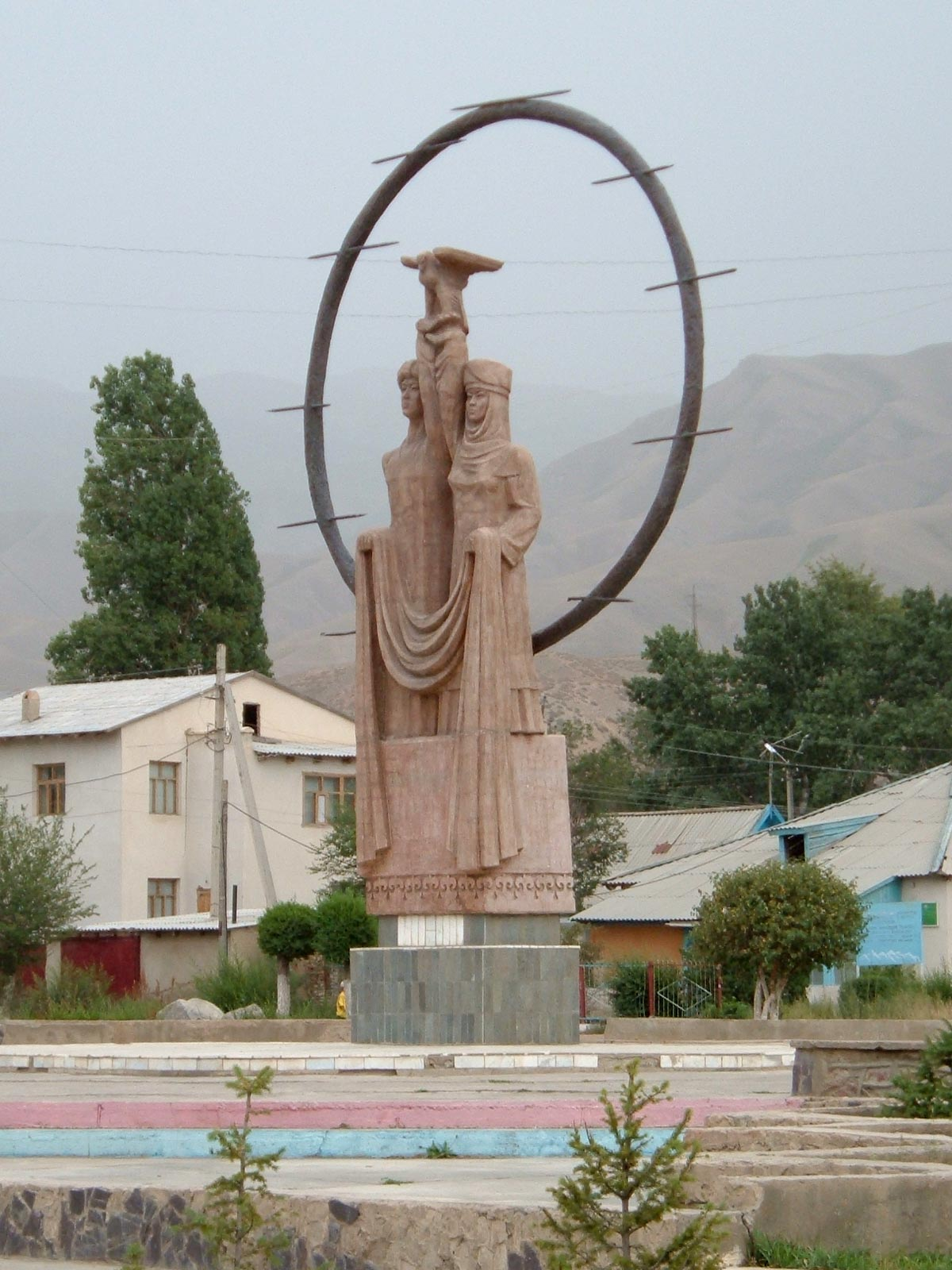
Tượng ở quảng trường chính của Naryn
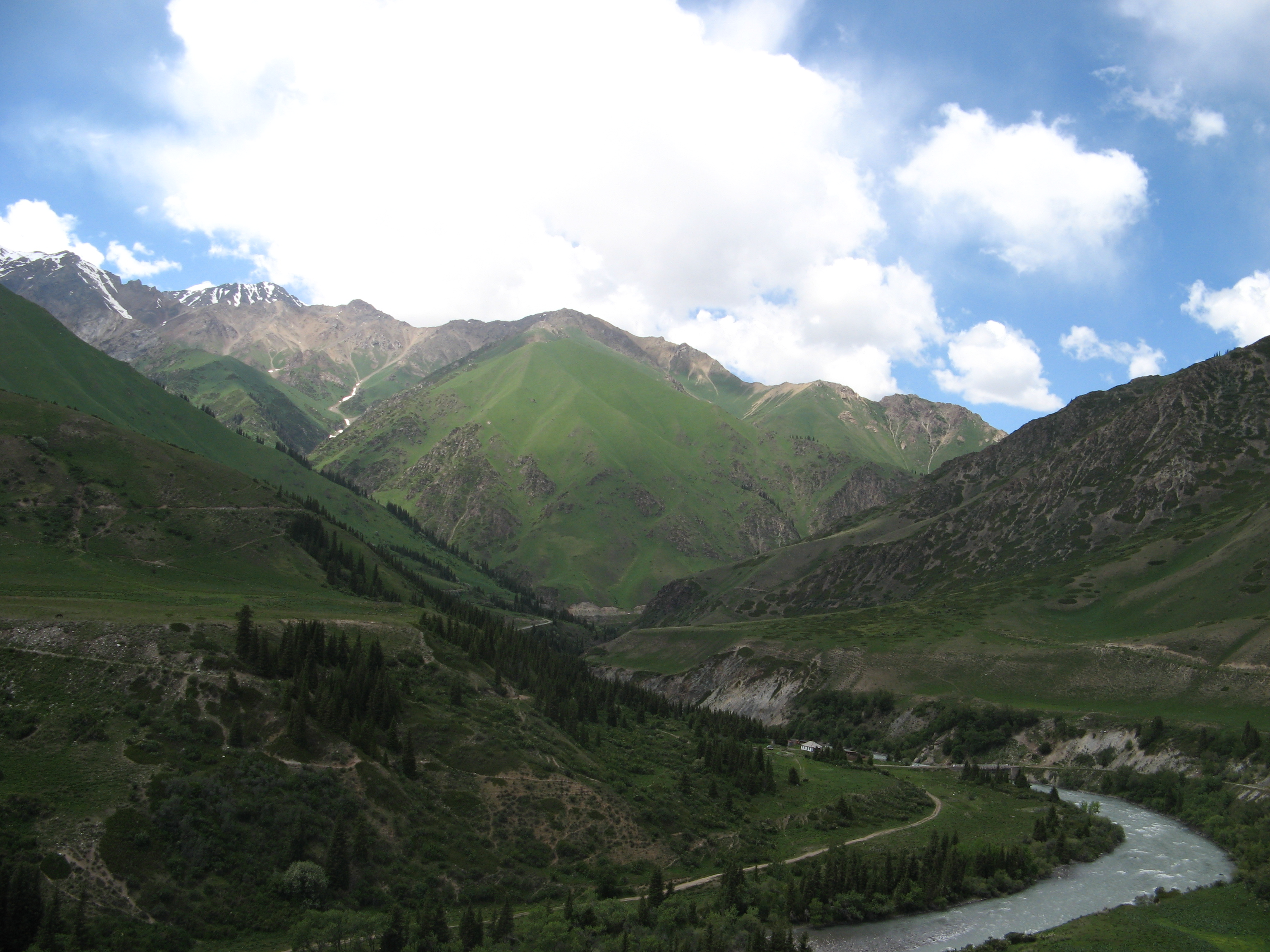
Vùng nông thôn xung quanh Naryn.

## Khí hậu
Naryn có khí hậu lạnh bán khô cằn (Phân loại khí hậu Koppen BSk) with strong continental tendencies.
| Dữ liệu khí hậu của Naryn (1961–1990)    | Dữ liệu khí hậu của Naryn (1961–1990) | Dữ liệu khí hậu của Naryn (1961–1990) | Dữ liệu khí hậu của Naryn (1961–1990) | Dữ liệu khí hậu của Naryn (1961–1990) | Dữ liệu khí hậu của Naryn (1961–1990) | Dữ liệu khí hậu của Naryn (1961–1990) | Dữ liệu khí hậu của Naryn (1961–1990) | Dữ liệu khí hậu của Naryn (1961–1990) | Dữ liệu khí hậu của Naryn (1961–1990) | Dữ liệu khí hậu của Naryn (1961–1990) | Dữ liệu khí hậu của Naryn (1961–1990) | Dữ liệu khí hậu của Naryn (1961–1990) | Dữ liệu khí hậu của Naryn (1961–1990) |
| Tháng                                    | 1                                     | 2                                     | 3                                     | 4                                     | 5                                     | 6                                     | 7                                     | 8                                     | 9                                     | 10                                    | 11                                    | 12                                    | Năm                                   |
| ---------------------------------------- | ------------------------------------- | ------------------------------------- | ------------------------------------- | ------------------------------------- | ------------------------------------- | ------------------------------------- | ------------------------------------- | ------------------------------------- | ------------------------------------- | ------------------------------------- | ------------------------------------- | ------------------------------------- | ------------------------------------- |
| Cao kỉ lục °C (°F)                       | 2 (36)                                | 2 (36)                                | 20 (68)                               | 27 (81)                               | 28 (82)                               | 31 (88)                               | 30 (86)                               | 34 (93)                               | 28 (82)                               | 22 (72)                               | 10 (50)                               | 0 (32)                                | 34 (93)                               |
| Trung bình ngày tối đa °C (°F)           | −9.7 (14.5)                           | −6.6 (20.1)                           | 2.9 (37.2)                            | 13.9 (57.0)                           | 17.9 (64.2)                           | 21.5 (70.7)                           | 24.5 (76.1)                           | 24.9 (76.8)                           | 20.2 (68.4)                           | 12.7 (54.9)                           | 2.2 (36.0)                            | −6.4 (20.5)                           | 9.9 (49.8)                            |
| Trung bình ngày °C (°F)                  | −15.8 (3.6)                           | −12.5 (9.5)                           | −2.5 (27.5)                           | 7.7 (45.9)                            | 11.6 (52.9)                           | 14.7 (58.5)                           | 17.3 (63.1)                           | 17.6 (63.7)                           | 12.9 (55.2)                           | 6.0 (42.8)                            | −3.5 (25.7)                           | −11.9 (10.6)                          | 3.5 (38.3)                            |
| Tối thiểu trung bình ngày °C (°F)        | −20.4 (−4.7)                          | −17.3 (0.9)                           | −6.5 (20.3)                           | 2.3 (36.1)                            | 6.1 (43.0)                            | 8.5 (47.3)                            | 10.7 (51.3)                           | 10.4 (50.7)                           | 6.2 (43.2)                            | 0.6 (33.1)                            | −7.6 (18.3)                           | −16.1 (3.0)                           | −1.9 (28.6)                           |
| Thấp kỉ lục °C (°F)                      | −36 (−33)                             | −28 (−18)                             | −24 (−11)                             | −8 (18)                               | −1 (30)                               | 2 (36)                                | 4 (39)                                | 2 (36)                                | −7 (19)                               | −11 (12)                              | −26 (−15)                             | −33 (−27)                             | −36 (−33)                             |
| Lượng Giáng thủy trung bình mm (inches)  | 9.7 (0.38)                            | 13.4 (0.53)                           | 19.8 (0.78)                           | 34.0 (1.34)                           | 48.5 (1.91)                           | 54.8 (2.16)                           | 37.3 (1.47)                           | 20.8 (0.82)                           | 17.3 (0.68)                           | 15.1 (0.59)                           | 10.9 (0.43)                           | 9.5 (0.37)                            | 291.1 (11.46)                         |
| Số ngày giáng thủy trung bình (≥ 1.0 mm) | 3.1                                   | 5.8                                   | 5.6                                   | 6.8                                   | 9.4                                   | 10.0                                  | 7.2                                   | 4.4                                   | 3.3                                   | 3.3                                   | 3.3                                   | 2.7                                   | 62.9                                  |
| Độ ẩm tương đối trung bình (%)           | 76                                    | 74                                    | 71                                    | 60                                    | 54                                    | 57                                    | 55                                    | 50                                    | 45                                    | 52                                    | 63                                    | 74                                    | 61                                    |
| Số giờ nắng trung bình tháng             | 135                                   | 145                                   | 178                                   | 210                                   | 246                                   | 292                                   | 320                                   | 316                                   | 274                                   | 218                                   | 156                                   | 122                                   | 2.612                                 |
| Nguồn 1: Deutscher Wetterdienst          |                                       |                                       |                                       |                                       |                                       |                                       |                                       |                                       |                                       |                                       |                                       |                                       |                                       |
| Nguồn 2: NOAA (sun, 1961–1990)           |                                       |                                       |                                       |                                       |                                       |                                       |                                       |                                       |                                       |                                       |                                       |                                       |                                       |